# Deutzia faberi
Deutzia faberi är en hortensiaväxtart som beskrevs av Alfred Rehder. Deutzia faberi ingår i släktet deutzior, och familjen hortensiaväxter. Inga underarter finns listade i Catalogue of Life.